# HOXC8
HOXC8 (англ. Homeobox C8) – білок, який кодується однойменним геном, розташованим у людей на короткому плечі 12-ї хромосоми. Довжина поліпептидного ланцюга білка становить 242 амінокислот, а молекулярна маса — 27 755.
| 10         |  | 20         |  | 30         |  | 40         |  | 50         |
| ---------- |  | ---------- |  | ---------- |  | ---------- |  | ---------- |
| MSSYFVNPLF |  | SKYKAGESLE |  | PAYYDCRFPQ |  | SVGRSHALVY |  | GPGGSAPGFQ |
| HASHHVQDFF |  | HHGTSGISNS |  | GYQQNPCSLS |  | CHGDASKFYG |  | YEALPRQSLY |
| GAQQEASVVQ |  | YPDCKSSANT |  | NSSEGQGHLN |  | QNSSPSLMFP |  | WMRPHAPGRR |
| SGRQTYSRYQ |  | TLELEKEFLF |  | NPYLTRKRRI |  | EVSHALGLTE |  | RQVKIWFQNR |
| RMKWKKENNK |  | DKLPGARDEE |  | KVEEEGNEEE |  | EKEEEEKEEN |  | KD         |

A: Аланін

C: Цистеїн

D: Аспарагінова кислота

E: Глутамінова кислота

F: Фенілаланін

G: Гліцин

H: Гістидин

I: Ізолейцин

K: Лізин

L: Лейцин

M: Метіонін

N: Аспарагін

P: Пролін

Q: Глутамін

R: Аргінін

S: Серин

T: Треонін

V: Валін

W: Триптофан

Кодований геном білок за функцією належить до білків розвитку. 
Задіяний у таких біологічних процесах, як транскрипція, регуляція транскрипції. 
Білок має сайт для зв'язування з ДНК. 
Локалізований у ядрі.